# Świecie nad Osą
Świecie nad Osą (deutsch 1939–1945 Schwetz, 1942–1945 Schwetz, Kr. Graudenz) ist ein Dorf im Powiat Grudziądzki der Woiwodschaft Kujawien-Pommern in Polen. Es ist Sitz der gleichnamigen Landgemeinde mit etwas mehr als 4300 Einwohnern.

## Geographische Lage
Das Dorf liegt im ehemaligen Westpreußen am Fluss Osa (Ossa), etwa 27 Kilometer ostsüdöstlich von Grudziądz (Graudenz) und 71 Kilometer nordöstlich von Toruń (Thorn).
Das Dorf Schwetz sollte nicht mit der gleichnamigen Stadt Schwetz an der Weichsel verwechselt werden.

## Geschichte

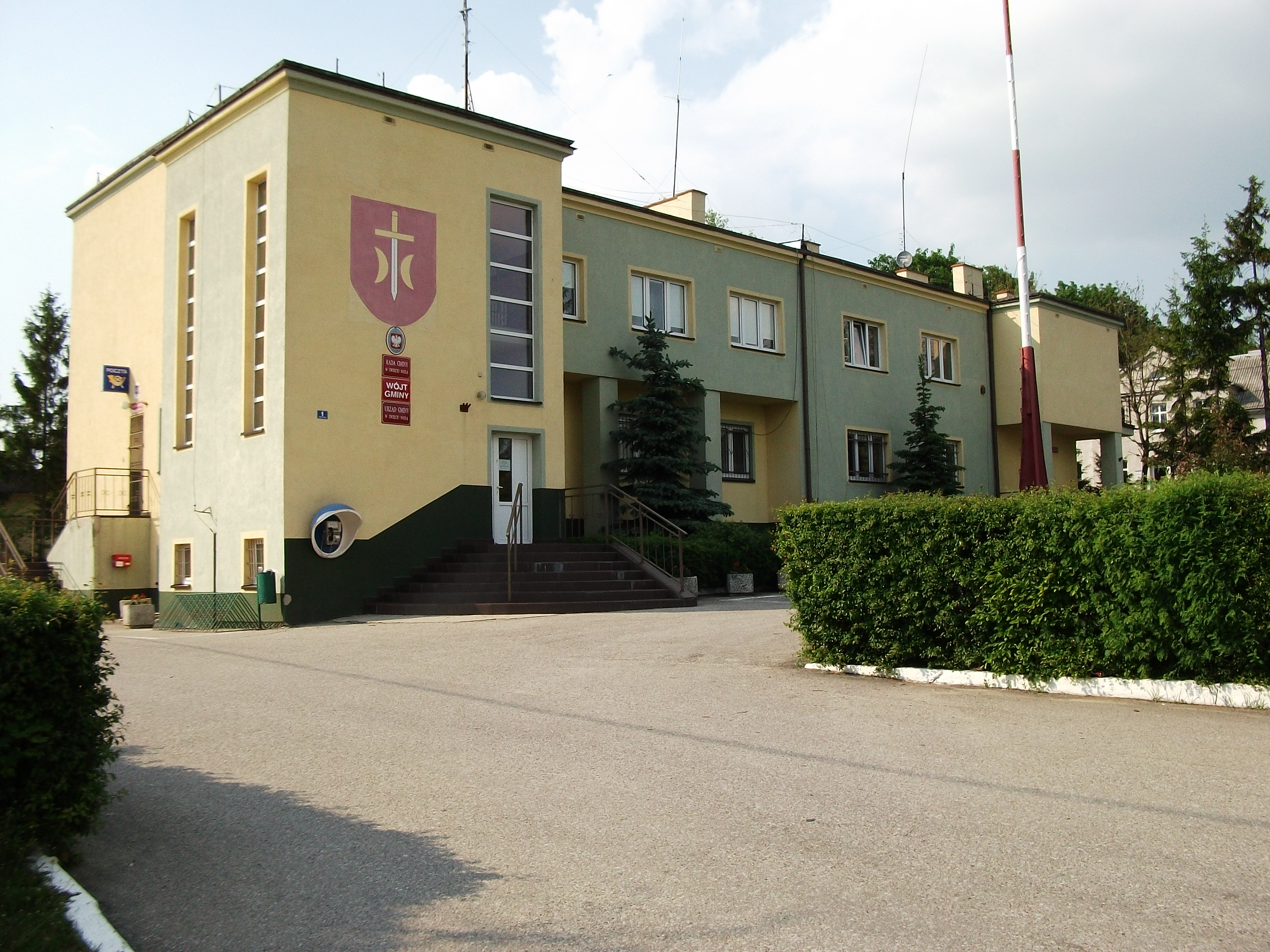
Gemeindehaus

Der Hof Schwetz wurde zur Zeit des Deutschordensstaats um 1390 als Außenstelle des Ordenshauses Rehden gegründet; das Dorf Schwetz bestand seit 1404.
Im Rahmen der Ersten Teilung Polen-Litauens 1772, durch die unter Friedrich II. von Preußen westliche Teile Preußens mit dem östlichen Teil des Königreichs Preußen in dem Maße wiedervereinigt wurden, wie diese Teile zur Zeit des Deutschordensstaats Preußen miteinander verbunden gewesen waren,  kam die Region um  Graudenz mit Schwetz an das Königreich Preußen. 1789 wird Schwetz als ein Königliches Dorf mit einer Wassermühle, einem Vorwerk und 30 Feuerstellen (Haushaltungen) bezeichnet, das zum Domänenamt  Rehden gehört. Von 1818 bis 1920 gehörte das Dorf Schwetz zum Landkreis Graudenz im westpreußischen Regierungsbezirk Marienwerder. 
Nach dem Ersten Weltkrieg musste Schwetz aufgrund der Bestimmungen des Versailler Vertrags 1920 zur Einrichtung des Polnischen Korridors mit dem ganzen Landkreis Graudenz an Polen abgetreten werden. Durch den deutschen Überfall auf Polen im September 1939 wurde der Landkreis völkerrechtswidrig vom Deutschen Reich annektiert und wurde nun dem Landkreis Graudenz, Reichsgau Danzig-Westpreußen, im Regierungsbezirk Marienwerder zugeordnet, zu dem Schwetz bis 1945 gehörte. 
Gegen Ende des Zweiten Weltkriegs besetzte im Frühjahr 1945 die Rote Armee die Region. Soweit die deutschen Dorfbewohner nicht geflohen waren, wurden sie in der darauf folgenden Zeit vertrieben.

## Gemeinde
Zur Landgemeinde (gmina wiejska) Świecie nad Osą gehören 11 Dörfer mit Schulzenämtern.

## Verkehr
Im Gemeindegebiet liegen die Haltepunkte Bursztynowo und Linowo an der Bahnstrecke Działdowo–Chojnice. Der Ort Szarnoś in der Gemeinde hatte einen Bahnhof an der Bahnstrecke Jabłonowo Pomorskie–Prabuty.

## Persönlichkeiten
- Bernhard Schnackenburg (1867–1924), späterer Oberbürgermeister von Altona, wurde in Schwetz geboren.